# Aimez-vous les uns les autres... mais pas trop
Pour plus de détails, voir Fiche technique et Distribution.
Aimez-vous les uns les autres… mais pas trop est un film français réalisé par Daniel Moosmann, sorti en 1972.

## Fiche technique
- Titre : Aimez-vous les uns les autres... mais pas trop
- Autre titre : Les Enragés
- Réalisation : Daniel Moosmann
- Scénario : Ben Barzman, André Farwagi, Daniel Moosmann
- Photographie : Étienne Becker
- Son : Michel Valio
- Montage : Gabriel Rongier
- Production : Mog Films
- Pays :  France
- Durée : 88 minutes
- Date de sortie : France, 12 septembre 1972

## Distribution
- Daniel Gélin
- Philippe Ogouz : Michel Vernier
- Lucienne Hamon
- Geneviève Thénier
- Georges Beller
- Nicole Jamet
- Claude Confortès
- Francis Lax
- Didier Kaminka
- Jérôme Martineau